# Tórnos
Tórnos är en ort i Grekland.   Den ligger i prefekturen Nomós Evrytanías och regionen Grekiska fastlandet, i den centrala delen av landet, 200 km väster om huvudstaden Aten. Tórnos ligger 961 meter över havet och antalet invånare är 144.
Terrängen runt Tórnos är bergig åt nordost, men åt sydväst är den kuperad. Terrängen runt Tórnos sluttar norrut. Runt Tórnos är det ganska glesbefolkat, med 21 invånare per kvadratkilometer. Närmaste större samhälle är Thérmo, 17,2 km söder om Tórnos. I omgivningarna runt Tórnos växer i huvudsak blandskog.